# تشاك بيتي
تشاك بيتي (بالإنجليزية: Chuck Beatty)‏ هو لاعب كرة قدم أمريكية أمريكي، ولد في 8 فبراير 1946.

## وصلات خارجية
- تشاك بيتي على موقع مرجع كرة القدم المحترفة.كوم (الإنجليزية)